# Tetraleurodes hederae
Tetraleurodes hederae és un hemípter del gènere Tetraleurodes de la família dels Aleiròdids.
L'espècie va ser descrita científicament per primera vegada per Goux el 1939.